# Sistema de archivos de Colombia
La implantación y el desarrollo del conocimiento archivístico, es un tema trascendental para todo Estado o sociedad; pues, mediante su aplicación, se contribuye al cumplimiento de ciertos derechos constitucionales, como también, a la construcción de la Memoria histórica y el Patrimonio Documental y Cultural de las diversas comunidades. Ahora, para que ello se ejecute de manera correcta y eficaz, resulta necesario hablar de las normativas archivísticas que rigen su implementación y que gravitan constantemente a su alrededor.
La dinámica archivística en Colombia se ha establecido desde hace unos años por su fuerte preponderancia a la normatividad, enfatizada por la importancia investigativa e histórica que plantea la buena administración de los archivos nacionales. El país sudamericano se ha encargado desde el año 2000 de reforzar la práctica archivística a partir de la Ley 594, siendo la promotora de diversos acuerdos, resoluciones, circulares, etc, a lo largo del siglo XXI.

## Leyes
La Ley 594 es la primera norma que establece de forma obligatoria para las entidades nacionales e instituciones privadas que produzcan documentación de carácter público, las reglas y principios generales que regulan la función archivística del Estado. Además, no solo informa una definición de una serie de conceptos, sino que a través de los once títulos que la componen da cuenta de la jurisdicción, la administración, la gestión, la consulta y la investigación de los archivos, entre otros principios.
Cinco años más tarde, el Congreso de la República aprueba la Ley 962 de 2005, la cual permite que los ciudadanos ejerciten una serie de derechos en la consulta de documentación administrativa nacional, “al acceso a los registros y archivos de la Administración Pública en los términos previstos por la Constitución y las Leyes”.
El 20 de agosto de 2010 se reglamenta el ejercicio profesional de la archivística y se dicta el código de ética, definiendo los campos que forman parte de la función del archivista, los requisitos para ejercerlos y las responsabilidades éticas que amerita a nivel investigativo y social. Es la Ley que establece la práctica profesional de la archivística (obligatoriamente la práctica debe sustentarse en títulos universitarios) a nivel nacional.
En el 2011 se aprueba la Ley 1448 que gira en torno a los archivos sobre violaciones de derechos humanos. Se decreta que la Procuraduría Nacional debe garantizar la conservación de los archivos en todos sus ámbitos, así mismo, debe responder que los archivos cumplan un papel fundamental en la memoria histórica del conflicto armado interno colombiano.
La Ley 1712 de 2014 promueve la transparencia del derecho a la información, regulándolo en el carácter práctico de la seguridad que trae la consulta de los archivos. Esta ley permite que los ciudadanos colombianos tengan acceso a la documentación pública, donde los funcionarios lo hagan por principio de buena fe, no discriminación y facilitación de la información.

## Decretos
Cuando se habla de un decreto ley se trata de un acto que ofrece la posibilidad de tener aplicación con fuerza de ley sin que necesite la intervención del congreso, generalmente se da cuando existen necesidades que deben ser ejecutadas con urgencia. Es un tipo de acto administrativo emanado habitualmente del poder ejecutivo y que, generalmente, posee un contenido normativo reglamentario, por lo que su rango es jerárquicamente inferior a las leyes. En Colombia los decretos se han enfocado a:
Ministerio de Cultura. Decreto Núm. 32: Por el cual se crea la Comisión Nacional Digital y de Información Estatal. 2013.
Presidencia República de Colombia Núm. 4124: Por el cual se reglamenta el Sistema Nacional de Archivos, y se dictan otras disposiciones relativas a los Archivos Privados. 2004.
Ministerio de Cultura. Decreto Núm. 3666: Por medio del cual se consagra el Día Nacional de archivos en Colombia. 2004.
Presidencia República de Colombia Núm. 2364: Por medio del cual se reglamenta el artículo 7° de la Ley 527 de 1999, sobre la firma electrónica y se dictan otras disposiciones. 2012.
Ministerio de Cultura. Decreto Núm. 106: Por el cual se reglamenta el Título VIII de la Ley 594 de 2000 en materia de inspección, vigilancia y control a los archivos de las entidades del Estado y a los documentos de carácter privado declarados de interés cultural; y se dictan otras disposiciones. 2015.
Acuerdos:
Acuerdos son la manifestación de voluntades que tiene como finalidad producir efectos jurídicos. Los acuerdos son de tipo público dirigidos a todos los funcionarios que su ocupación sea relacional con el estado colombiano. Todos están dirigidos a conservar, mejorar, gestionar y consultar los archivos para el bien documental del país.
Los acuerdos exponen pautas normativas específicas a comparación de las leyes, es decir, se enfocan en detalles más puntuales sobre los principios de la archivística. Tenemos que el acceso a los documentos y a la información sea garantizados y así mismo la preservación de los documentos, con el fin de ser fundamento de la memoria histórica y fuente de conocimiento para la Nación.
Así mismo, los acuerdos abogan por la ejecución de procedimientos de intervención documental, en los niveles de conservación preventiva, conservación y restauración, donde la conservación física y funcional se establecidas como una función archivística más que en cualquiera de las fases por las cuales atraviesa el documento en su ciclo vital, independientemente de su tipo de soporte.
También, se prevé que los edificios y locales destinados como sedes de archivos deban cumplir con las condiciones de edificación, almacenamiento, medio ambiental, de seguridad y de mantenimiento, que garanticen la adecuada conservación de los acervos documentales. Juega un papel importante la ubicación, aspectos estructurales, capacidad de almacenamiento, entre otros.
Por último, siendo el acceso a la información un derecho para todas las personas, estas deben obtener la información que reposa en los archivos, deberá identificarse y cumplir lo establecido en el respectivo reglamento, para tener acceso a la misma. La consulta de expedientes o documentos que reposan en las oficinas públicas se permitirá en día y horas laborales, con la presencia del funcionario o servidor responsable de aquellos. Para la consulta de los documentos históricos se debe obtener carnet de investigador, previo el cumplimiento de una serie de requisitos allí estipulados. Algunos acuerdos:
Archivo General de la Nación. Acuerdo Núm. 47: Por el cual se desarrolla el artículo 43 del capítulo V «Acceso a los documentos de archivo», del AGN del Reglamento general de archivos sobre «Restricciones por razones de conservación». 2000.
Archivo General de la Nación. Acuerdo Núm. Acuerdo 48: Por el cual se desarrolla el artículo 59 del capítulo 7 —conservación de documentos—, del reglamento general de archivos sobre conservación preventiva, conservación y restauración documental. 2000.
Archivo General de la Nación. Acuerdo Núm. Acuerdo 02: Por el cual se establecen los lineamientos básicos para la organización de fondos acumulados. 2004.
Archivo General de la Nación. Acuerdo Núm. Acuerdo 05: Por el cual se establecen los criterios básicos para la clasificación, ordenación y descripción de los archivos en las entidades públicas y privadas que cumplen funciones públicas y se dictan otras disposiciones.2013.
Archivo General de la Nación. Acuerdo Núm. Acuerdo 004: Por el cual se reglamenta la administración integral, control, conservación, posesión, custodia y aseguramiento de los documentos públicos relativos a los Derechos Humanos y el Derecho Internacional Humanitario que se conservan en archivos de entidades del Estado. 2015.

## Circulares
Las circulares están destinadas a Gobernadores, Alcaldes, Entidades Públicas del Orden Departamental Y Municipal. (AGN. - COLOMBIA, Circular 01 de 1997). Pero también, se realizan Circulares dirigidas a Ministros del Despacho, Superintendentes, Directores de Archivo y Presidentes de entidades centralizadas y descentralizadas del Orden Nacional y de Organismos Públicos. (AGN. – COLOMBIA, Circular 002 del 2010).
Las circulares se enfocan principalmente a informar sobre los siguientes aspectos:
- PARÁMETROS A TENER EN CUENTA PARA LA IMPLEMENTACIÓN DE NUEVAS TECNOLOGÍAS EN LOS ARCHIVOS PÚBLICOS. (AGN. - COLOMBIA, Circular 02 de 1997)
- EXHORTACIÓN AL CUMPLIMIENTO DE LA LEGISLACIÓN BÁSICA SOBRE ARCHIVOS EN COLOMBIA. (AGN. – COLOMBIA, Circular 01 de 1997)
- CREACIÓN Y DESARROLLO DEL ARCHIVO GENERAL DEL MUNICIPIO. (AGN. – COLOMBIA, Circular 01 de 1998)
- TRANSFERENCIAS DE LA DOCUMENTACIÓN HISTÓRICA DE LOS ARCHIVOS DE LOS ORGANISMOS DEL ORDEN NACIONAL AL ARCHIVO GENERAL DE LA NACION. (AGN. – COLOMBIA, Circular 003 del 2001)
- ORGANIZACIÓN Y CONSERVACIÓN DE LOS DOCUMENTOS DE ARCHIVO DE LAS ENTIDADES DE LA RAMA EJECUTIVA DEL ORDEN NACIONAL. (AGN. – COLOMBIA, Circular 07 del 2002)
- ORGANIZACIÓN Y CONSERVACIÓN DE LOS DOCUMENTOS DE ARCHIVO. (AGN. -COLOMBIA, Circular 01 del 2003)
- ORGANIZACIÓN DE LAS HISTORIAS LABORALES. (AGN. – COLOMBIA, Circular 003 del 2003)
- INVENTARIO DE DOCUMENTOS A ELIMINAR. (AGN. – COLOMBIA. Circular 01 del 2004)
- LINEAMIENTOS DE TRABAJO PARA LOS CONSEJOS TERRITORIALES DE ARCHIVOS. (AGN. -COLOMBIA, Circular 001 del 2006)
- ESTÁNDARES MÍNIMOS EN PROCESOS DE ADMINISTRACIÓN DE ARCHIVOS Y GESTIÓN DE DOCUMENTOS ELECTRÓNICOS. (AGN. – COLOMBIA, Circular 004 del 2010)
- PROTECCIÓN DE ARCHIVOS POR OLA INVERNAL. (AGN. – COLOMBIA, Circular 001 del 2011)
- DIRECTRICES O L1NEAMIENTOS AL MANEJO Y ADMINISTRACIÓN DE LOS ARCHIVOS DE LAS ENTIDADES SEÑALADAS EN LA LEY 1444 DE 2011. (AGN. – COLOMBIA, Circular 004 del 2011)
- RESPONSABILIDAD DEL AGN Y DEL SNA. RESPECTO A LOS ARCHIVOS DE DD. HH. Y MEMORIA HISTÓRICA, EN LA IMPLEMENTACIÓN DE LA LEY 1448 DE 2011, “LEY DE VICTIMAS.” (AGN. – COLOMBIA, Circular 003 del 2012)
- CENSOS DE ARCHIVOS YEN INVENTARIO DOCUMENTAL, RELACIONADO CON LA ATENCIÓN A VÍCTIMAS DEL CONFLICTO ARMADO EN COLOMBIA. (AGN. – COLOMBIA, Circular 004 del 2012)
- RECOMENDACIONES PARA PROCESOS DE DIGITALIZACIÓN Y COMUNICACIONES OFICIALES ELECTRÓNICAS. (AGN. – COLOMBIA, Circular 005 del 2012)
- ALCANCE DE LA EXPRESIÓN “CUALQUIER MEDIO TÉCNICO QUE GARANTICE SU REPRODUCCIÓN EXACTA.” (AGN. – COLOMBIA, Circular 001 del 20015)
- ENTREGA DE ARCHIVOS, EN CUALQUIER SOPORTE, CON OCASIÓN DEL CAMBIO DE ADMINISTRACIÓN DE LAS ENTIDADES TERRITORIALES. (AGN. – COLOMBIA, Circular 002 del 2015)
- DIRECTRICES PARA LA ELABORACIÓN DE LA TABLAS DE RETENCIÓN documental TRD. (AGN. – COLOMBIA, Circular 003 del 2015)

## Normas internacionales
Para el caso colombiano el ente encargado de adoptar y emitir este tipo de normatividad recae en el Archivo General de la Nación, quien “con el objeto de fortalecer la política de eficiencia administrativa encaminada a la racionalización, simplificación y automatización de los procesos, los procedimientos y los servicios ofrecidos por las áreas de archivo de las entidades, promover la evidencia de las actuaciones de los servidores y empleados públicos en el marco de la transparencia de la información pública, impulsar el uso y aplicación de tecnologías para la gestión documental, facilitar el quehacer institucional y proteger y divulgar el patrimonio documental, la Subdirección de Tecnologías de la Información Archivística y Documento Electrónico del AGN, realizó la identificación de las principales normas técnicas internacionales, con el siguiente resultado: Identificación de normas técnicas internacionales de diferentes organismos de normalización, como: ISO, AFNOR, BS, ANSI, AIIM, ARMA, IEC, AENOR, Australian Standard. La identificación involucra temas como gestión de documentos, sistemas de información, almacenamiento, repositorios digitales, medios ópticos, entre otros”.
Se evidencia una cantidad considerable en lo que respecta a normas internacionales que se aplican en Colombia. A continuación algunas normas:
- ISO 29861: Aplicaciones de gestión de documentos - Control de calidad para la digitalización de documentos en color.
- ISO 10255: Aplicaciones de gestión de documentos - la tecnología de almacenamiento, administración de discos ópticos y las normas.
- ISO 14289-1: Aplicaciones de gestión documental - documento realce formato de archivo electrónico para la accesibilidad - Parte 1: El uso de ISO 32000-1 (PDF/UA-1).
- AIIM/ARMA TR 48: Aplicaciones de imágenes de documentos - Recomendaciones para la creación de documentos originales.
- ANSI/ARMA 16: El proceso de conversión de registros digitales: Planificación, Requisitos, Procedimientos.
- NF Z42-020: Especificaciones funcionales de un componente de seguridad digital para la preservación de la información digital en condiciones que aseguren su integridad en el tiempo.
- ANSI/ARMA 55: Programas de Registros Vitales: Identqi6iiitito$9tIi4i4qa videos de ificación, administración y recuperación de registros de negocios críticos.iiuuyhut$7u5H5y1

## Programas del AGN

### Sistema Nacional de Archivos (SNA)
El sistema nacional de archivos según la ley 594 de 2000, en el artículo 5 es “el conjunto de instituciones archivísticas articuladas entre sí, que posibilitan la homogenización y normalización de los procesos archivísticos, promueven el desarrollo de estos centros de información, la salvaguarda del patrimonio documental y el acceso de los ciudadanos a la información y a los documentos.”
Con esto, el sistema nacional de archivos se puede definir como el grupo de entidades archivísticas y de gestión documental, instituciones públicas y privadas con funciones públicas; como también aquellos archivos privados que quieran hacer parte del SNA siempre y cuando estas se unan a normas, principios y leyes que dicta el ente encargado de regir la política archivística del país, El Archivo General De La Nación Jorge palacios Preciado, así como del Ministerio de Cultura. 
Además de esto, algunas de  las funciones del sistema nacional de archivos son, comunicarse entre instituciones nacionales, municipales, departamentales con el objetivo de difundir los programas archivísticos y velar por el acceso a la información, la conservación y el uso adecuado de herramientas para la preservación de los archivos patrimoniales, culturales y de interés público en pro de  la sociedad,  porque es de esta manera que se garantiza el cumplimiento del acceso a la información de los ciudadanos. 
Decreto 2578 De 2012
El decreto 2578 es el que reglamenta el sistema nacional de archivos, derogando al decreto 4124 del 2004.
Ámbito De Aplicación
El ámbito de aplicación del decreto 2578 está dirigido a todas las entidades del estado a nivel territorial: A nivel nacional, departamental, distrital, municipal, a las entidades privadas que cumplen con funciones públicas, y a las ramas del poder público: Legislativo, ejecutivo y judicial. 
Fin Del Sistema nacional de archivos
Los fines de sistema nacional de archivo son, por un lado, articular y difundir estrategias políticas, programas y metodologías que se establezcan desde el Archivo General De La Nación Jorge Palacios Preciado, teniendo como objetivo la promoción de la modernización y desarrollo de los archivos a nivel nacional. 
Organización.
Dirección General Del Sistema Nacional De Archivos. 
La subdirectora del sistema nacional de archivos es Adela Diaz.
Perfil de cargo
Ella es una profesional en ciencias sociales de la Universidad Distrital Francisco José de Caldas, especializada en sistemas de Información y gerencia de documento de la Universidad de la Salle, cuenta con un diplomado en gerencia de proyectos de la universidad piloto. Además de contar con 14 años de experiencia en el Archivo General de la Nación y desempeñar distintos cargos como coordinadora de asistencia técnica, coordinadora grupo de proyectos archivísticos, coordinadora del grupo de Inspección y vigilancia. En la actualidad se encarga de la Subdirección del Sistema Nacional de Archivos.
Instituciones que conforman el sistema nacional de archivos
De acuerdo con las disposiciones dictadas en la ley 80 del año 1989. El Sistema Nacional de Archivos está bajo la dirección del Archivo General de la Nación Jorge Palacios Preciado. 
Sin embargo, el sistema nacional de archivos se fundamenta en una visión descentralizadora, que busca principalmente la forma de en la cual cada región del país cuente con instituciones aptas y calificadas en el manejo, preservación, control y servicio de los archivos puestos bajo su custodia.
Entes que conforman el SNA
El sistema nacional de archivo cuenta con treinta y dos consejos departamentales de archivos, lo que significa que existen instituciones en cada departamento del país. 
De igual manera, a través del tiempo, se han ido creados consejos municipales de archivos, y se han conformado series de comités técnicos a lo largo de todo el país. 
Teniendo en cuenta esto, las principales instituciones del SNA son:
Consejos departamentales y distritales
Los consejos departamentales y distritales son las entidades que tienen como responsabilidad el crear y difundir archivos, con el propósito de conservar los documentos de archivo con valor histórico. 
No solo se encargan de preservar la documentación, también brindan asesorías al Archivo General De La Nación, velan porque los procesos archivísticos cumplan con las políticas establecidas. A su vez, se encargan de evaluar las tablas de retención documental y las tablas de valoración documental que permitan realizar una correcta gestión documental; además de todo lo anterior, presta apoyo a distintas actividades del archivo general de la nación.
Comités técnicos de archivos
Son entes asesores del SNA, tienen como propósito el facilitar procesos de recolección, preservación, control y servicio de los archivos.
Entre sus funciones se cuentan el asesorar el Archivo General De La Nación Jorge Palacios Preciado sobre procedimientos que permitan la innovación, para lograr nuevas formas de conservación y difusión, también se encuentra el analizar las problemáticas que puedan tener los archivos, y avisar de estos al Archivo General De La Nación, actualizar los procesos archivísticos del país, teniendo como base estructural a las instituciones archivísticas a nivel internacional, finalmente está el establecer una formación constante de los funciones que se encarguen de los archivos, en base a la actualidad y las nuevas tecnologías. 
Grupos de archivos étnicos y derechos humanos.
Este ente archivístico tiene como fin: La elaboración, recolección, preservación y control del acervo documental, que esté directamente relacionado con los derechos humanos de Colombia, y de igual manera, la documentación de las poblaciones indígenas.
Sistema de información.
Este ente del SNA tiene como fin, el control de la administración de la información que produce el sistema nacional de archivos, tanto a nivel interno y externo.
Plan Anual De Inspección Y Vigilancia
A través de este Plan, el Grupo de Inspección y Vigilancia del Sistema Nacional de Archivos desarrolla los aspectos más importantes a tener en cuenta para la implementación de la ruta de inspección vigilancia y control, frente al cumplimiento de la política y normativa relacionada con la gestión documental que deben cumplir las diferentes entidades que forman parte del sistema nacional de archivos para garantizar la organización y conservación del patrimonio documental.
El desarrollo de los procesos de la Inspección, Vigilancia y Control servirá a las entidades para planear y tomar medidas, esto con el fin de realizar acciones de mejora en el corto, mediano y largo plazo, que permitan la modernización de la función archivística del estado.
El Artículo 2.8.8.2.1 del Decreto 1080 de 2015, especifica los mecanismos, competencias y alcances, para poder realizar el proceso de inspección, vigilancia y control. Entre los cuales los más relevantes son: 
• Visitas presenciales.
• Oficios, solicitando información sobre las gestiones adelantadas. 
• Visitas virtuales.
Así mismo el artículo 2.8.8.2.2 explica que el Archivo General de la Nación adelantará en todo el territorio nacional las visitas de inspección de que trata el artículo 32 de la Ley 594 del 2000 y podrá establecer multas cuando fuera necesario.
Objetivo Del Plan Anual De Visitas
El objetivo principal es dar a conocer las metas, los procesos y cronograma en donde se puedan evidenciar el cumplimiento de la NORMATIVA ARCHIVÍSTICA a través de diferentes mecanismos de control, inspección y vigilancia de las diferentes entidades que conforman el SISTEMA NACIONAL DE ARCHIVOS.
Objetivos Específicos
• Obtener prioridades para hacer visitas adelantadas, de inspección, vigilancia y control a las distintas entidades que conforman el SISTEMA NACIONAL DE ARCHIVOS.
• Presentar la metodología para el desarrollo de las visitas y ruta de inspección, vigilancia y control, que se realizarán conforme a los lineamientos técnicos establecidos en la normatividad vigente. 
• Atribuir responsabilidades para la implementación del plan anual de visitas y obtener los resultados esperados. 
Metodología
Para la realización del proceso de inspección, vigilancia y control se utilizarán las siguientes técnicas:
- Indagación Verbal: Investigación mediante entrevistas dirigidas al personal de la entidad que conforma parte del sistema nacional de archivos sobre los aspectos establecidos. Obteniendo unos resultados y dejando una constancia de lo entrevistado y un acta firmada por los responsables de la entrevista.

- Encuestas y cuestionarios: Aplicación de preguntas unidas con los procesos de la gestión documental, mediante formulario preestablecido para la inspección y vigilancia.

- Observación directa: Mirada atenta a simple vista que realiza a la entidad durante la ejecución de su tarea o actividad, dejando prueba fotográfica.
- Revisión selectiva: Examen de características específicas que son importantes a cumplir por las entidades para garantizar los procesos Archivísticos y la conservación de los documentos de una muestra previamente identificada por el auditor.

- Documentales: Verificación de documentos que evidencien el desarrollo de las actividades o procesos de la Gestión Documental, como Actos Administrativos, Formatos, series documentales, etc.

- Fuentes de consulta: Para la preparación de los papeles de trabajo y plan de visita se deben tener en cuenta las siguientes fuentes de consulta:

ü  Expediente de la entidad del Grupo de Inspección y Vigilancia 
ü  Expedientes de los Consejos Departamentales de Archivo.
ü  Resultados del IGA, FURAG e INTEGRA.
ü   Consulta página SECOP

### Sistema Nacional de Archivos Electrónicos (SINAE)
Surgió en el 2010 como respuesta a la necesidad de homogeneización de las políticas tendientes a la aplicación de tecnología en los archivos, anteriormente Colombia carecía de políticas y programas de gestión documental electrónica que permitieran un eficiente funcionamiento de las distintas entidades del Estado.
El SINAE cobra mayor importancia tras la publicación de la Directiva Presidencial 04 para la Eficiencia Administrativa y Políticas de Cero Papel. Su reglamentación se da con la expedición del Decreto 2578 de 2012 en su Artículo 18, en el cual se concibe como un programa especial del AGN para garantizar la preservación del patrimonio documental digital en Colombia y promover la estandarización de la gestión de documentos electrónicos en el Estado.

#### Objetivo
Desarrollar, divulgar y coordinar la implementación de un Sistema Integral para la Gestión de Archivos Electrónicos en el Estado Colombiano, que permita la homogeneización y estandarización de los procesos de conservación, preservación y divulgación del patrimonio documental mediante la aplicación de Tecnologías de la Información y las Comunicaciones TIC, articulando principios archivísticos, técnicos y de aseguramiento de la calidad.

### Sistema de Información del Sistema Nacional de Archivos (SISNA)
Está conformado por el conjunto de elementos orientados al tratamiento y administración de los datos e información para la evaluación y seguimiento de la función archivística en línea de las entidades que integran el Sistema Nacional de Archivos - SNA.

### Censo Nacional de Archivos (CNA)
Es un instrumento que nace por la necesidad de identificar y describir desde diferentes ámbitos los archivos a nivel nacional (su estado, equipamiento, accesibilidad, si se encuentra o no en regla con los requisitos del AGN), esto con el fin de tener un panorama archivístico del país conociendo las necesidades que existen; esto a su vez permitirá la modernización de los centros de acuerdo con las políticas archivísticas que rigen el país.
Este instrumento está a cargo del AGN (Subdirección de Gestión del Patrimonio Documental) por determinación del artículo 2.8.2.4.2 del Decreto 1018 del 2015
Artículo 2.8.2.4.2. Censo Guía de Archivos del Sector Público. Es responsabilidad del Archivo General de la Nación Jorge Palacios Preciado y de los Archivos Territoriales elaborar un Censo Guía de Archivos Públicos del orden nacional o territorial y de mantenerlo actualizado.
RED NACIONAL DE ARCHIVOS (RNA)
La Red Nacional de Archivos fue establecida por el decreto 2578 de 2012 en sus artículos 29 y 30. En ellos se encomienda al Archivo General de la Nación, Jorge Palacios Preciado, el desarrollo de la RNA con el fin de articular, integrar e interconectar mediante el uso de tecnologías de la información, sistemas de información y software especializado, a los diferentes archivos del nivel nacional, departamental y municipal, así como a los archivos históricos de titularidad pública y a los archivos que conserven documentos declarados como Bienes de Interés Cultural, de manera que sus fondos y servicios puedan estar disponibles para consulta de toda la ciudadanía. Además de esto se le hace responsable de la elaboración de un censo guía de Archivos Públicos del orden Nacional o Territorial y de mantenerlo actualizado.
La Red Nacional de Archivos se define como el conjunto de los archivos públicos y privados articulados, integrados e interconectados del nivel nacional, departamental y municipal, así como los archivos históricos de titularidad pública, con el propósito de brindar una amplia cobertura de los lineamientos y la política archivística del país.

### Programa de cero papel
El programa Cero Papel es promovido por el Ministerio de las Tecnologías y de la Información y las Comunicaciones de Colombia y el Archivo General de la Nación, cuya finalidad es brindar a las entidades, ya sea públicas o privadas una información para que puedan implementar estrategias para obtener una mayor eficiencia y reducir la utilización del papel.
De manera que este programa, para que estas estrategias sean de conocimiento general, ha lanzado unas guías en las que se contempla el modelo de administración electrónica enfocado principalmente para la Administración Pública
Este programa no se propone la eliminación total del uso del papel, esto sería algo muy difícil de alcanzar, pero si se propone la disminución significativa del uso del papel, pues muchas veces se gasta el papel de manera inútil.
El programa contempla cuatro fases: primero está el uso exclusivo de papel, siendo todo el trabajo manual, después, también el uso exclusivo del papel, pero la administración se apoya en aplicaciones de tecnología; tercero, la combinación de papel con documentos digitalizados y electrónicos. Por último, el uso excesivo de documentos electrónicos, cuando ya toda la administración utiliza aplicaciones de tecnología.
Por lo anterior se puede pensar que el proyecto Cero papel no se ve tanto como la eliminación absoluta del uso del papel si no la racional utilización del mismo. Una de las maneras de utilizarlo más eficazmente es, por ejemplo, utilizar las dos caras de una hoja, en lugar de una, como se utiliza generalmente. O por ejemplo para borradores, se impriman de manera que queden dos páginas en una cara (uno de los mayores factores que impulsan el gasto indiscriminado del papel es la impresión constante de borradores), también se propone la corrección de un documento en el computador, antes de imprimir, de esta manera se evita la impresión de un borrador.
En las guías también se da un apoyo para llevar a cabo un programa como el de Cero papel; se recomienda: seleccionar un líder para la estrategia de Cero papel, conformar un equipo de trabajo, documentar los posibles costos y ahorros, formalizar el compromiso de la entidad con la estrategia de Cero papel, reducir el volumen de impresoras y fotocopias en la entidad, implementar el uso de firmas electrónicas o digitales, implementar la automatización de comienzo a fin de un procedimiento interno libre de riesgos e implementar proyectos de escaneo.
Para la implementación de este programa es importante tener en cuenta varios aspectos, como la clasificación de los documentos electrónicos. Hay dos tipos: el documento electrónico y el documento electrónico de archivo. El primero se refiere a la información generada, enviada, recibida, almacenada o comunicada por medios electrónicos. El segundo es el registro de la información generada y recibida por medios electrónicos que permanece allí durante su ciclo vital, «debe ser tratada conforme a los principios y procesos archivísticos».
También se hacen unas recomendaciones para los documentos electrónicos según su forma y formato:
- Los documentos ofimáticos son documentos de procesadores de texto, hojas de cálculo, gráficos, entre otros, que son producidos con distintos programas; lo que se propone es convertir los documentos a formatos y lenguaje estable para que no se altere la información.
- Los documentos cartográficos son los que se refieren a mapas y planos. Se propone que estos no estén sujetos a una versión específica de software, es decir, que el documento se pueda abrir en una versión diferente de software al que se produjo.
- Con el correo electrónico se debe tener en cuenta la seguridad y autenticidad del documento; tener segura la fecha y hora en la que se produjo, su procedencia, asegurar que la persona que envía el documento sea quien dice ser, entre otros.
- Con los videos, audio e imágenes, hay que guiarse por la normativa nacional para que este tipo de documentos puedan ser preservados.

Según la ISO 15489-1, para que un documento electrónico sirva de apoyo en la gestión de las instituciones y como prueba, deben tener como características: su autenticidad y fiabilidad, es decir, que el documento sea enviado por la persona que dice ser y de la manera como debe ser; para garantizar esto, las instituciones mismas deben implantar políticas propias para tal fin. La integridad del documento hace referencia al carácter inalterado del documento electrónico. Y la disponibilidad, es decir, «se puede localizar, recuperar, presentar, interpretar y leer».

## Aplicación de la ley 594 del año 2000
- En la legislación colombiana existen no pocas disposiciones atinentes a los archivos activos, intermedios e históricos. La dispersión de las mismas ha hecho que muchos funcionarios obligados a observarlas no den cabal cumplimiento a los mandatos constitucionales, legales y reglamentarios que tienen que ver con los archivos. Por su parte, los responsables de estos no pueden actuar frente a las autoridades del orden municipal, departamental o el patrimonio histórico de la Nación.[11][11] De igual forma, durante los últimos 10 años se han promulgado nuevas leyes acerca de la gestión documental, al igual que políticas de reducción de la utilización del papel en los archivos públicos. Algunas de estas normas son:
- Acuerdo No. 027 de 2006 del AGN: Mediante el cual se actualiza el Reglamento General de Archivos, en su Artículo 67 y en lo correspondiente al uso del Glosario. En este acuerdo se estipula cada uno de los términos utilizados en la función archivista.
- Ley 1409 de 2010: Por la cual se reglamenta el Ejercicio profesional de la Archivística, se dicta el Código de Ética y otras disposiciones. En esta ley se establece: Requisitos para la función de archivista, sus campos de acción, funciones del Colegio Colombiano de Archivistas, el Código de Ética, los deberes y prohibiciones del profesional, los Tribunales Éticos, el Régimen y Procedimiento Disciplinario.
- Decreto 2578 del 2012 del Ministerio de Cultura: Por el cual se reglamenta el Sistema Nacional de Archivos, se establece la Red Nacional de Archivos, se deroga el Decreto 4124 de 2004 y se dictan otras disposiciones relativas a la administración de los archivos del Estado. En esta ley se establece: El sistema nacional de archivos, Evaluación de documentos de archivo, Archivos de entidades privadas que cumplen funciones públicas y a Red Nacional de Archivos.
- Directiva Presidencial 004 de 2012. Establece los lineamientos generales, para la implementación de la iniciativa Cero Papel en la administración pública, con el fin de identificar, racionalizar, simplificar, automatizar los trámites y procesos, procedimientos y servicios internos, para lograr una eficiente y oportuna prestación de los servicios a cargo de esas entidades.

La ley de «cero papel» promulgada por parte del senado de la república busca la reducción de la utilización del papel y apoyar el uso de soportes electrónicos a cambio de una política ambiental tomada por parte del Archivo General de la Nación.

### Formación en archivística y bibliotecología
En Colombia, la formación en archivística y bibliotecología es promovida por las siguientes universidades y centros.
- Servicio Nacional de Aprendizaje, el cual ofrece formación técnica en modalidad presencial y cursos cortos de capacitación virtual.
- Universidad de La Salle. Programa de Sistemas de Información y Documentación.
- Universidad de Antioquia Escuela Interamericana de Bibliotecología (EIB).
- Universidad Industrial de Santander (UIS): Archivo Histórico Regional - Grupo de Investigación de Historia, Archivística y Redes de Investigación. Escuela de Historia.
- Universidad del Quindio. Ciencia de la información y la Documentación, Bibliotecología y Archivística.
- Pontificia Universidad Javeriana Facultad de Comunicación y Lenguaje - Carrera de Ciencia de la Información - Bibliotecología.
- Fundación Universitaria para el Desarrollo Humano, Uninpahu. Facultad de Ingeniería y Tecnologías de la Información. Título del grado: Profesional en Ciencia de la Información y Bibliotecología.
- universidad Distrital Francisco Jose de Caldas- facultad de ciencias y educación- carrera Archivistica y Gestión de la Información Digital

### Grupos de investigación de archivística
En Colombia actualmente son escasos los grupos de investigación que manejen la archivística como una rama independiente, por lo que la investigación de esta materia está sujeta a grupos interdisciplinarios. Dentro de los grupos destacados encontramos los siguientes:
- El grupo «Ciencia de la información, Sociedad y Cultura» de la Universidad Javeriana, de su departamento de ciencias de la información que busca potenciar la participación de las discusiones relacionadas con la información y el conocimiento, propiciando así la democratización.
- El grupo de investigación “Historia, archivística y redes de investigación” de la Universidad Industrial de Santander, que tiene como objetivo avanzar en la investigación y en su divulgación en trabajos teórico prácticos relacionados con la Historia y la Archivística, entendidas como ciencias afines.

### Revistas seriadas en archivística y bibliotecología
Se destacan en Colombia, las siguientes revistas referentes a la Archivística y a las Ciencias de la Información.
- Revista Códices de la Universidad de la Salle.
- Revista Interamericana de Bibliotecología. Escuela Interamericana de Bibliotecología.
- Revista Cambios y Permanencias del Grupo de Investigación Historia, Archivística y Redes de Investigación.

### Instituciones archivísticas destacadas en Colombia
- Archivo General de la Nación (AGN)..[12] Ente rector de la política archivística colombiana.

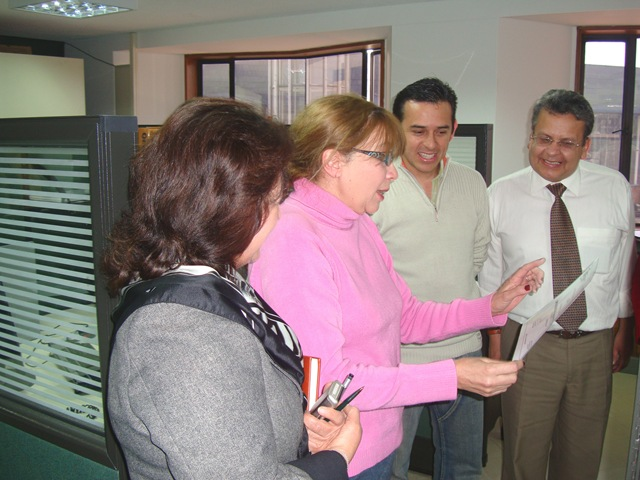
Premio Gestión Pública del SENA

- Servicio Nacional de Aprendizaje SENA: Premio Gestión Pública del SENA El Proyecto Oficina Sin Papel del Grupo de Administración de Documentos y la Secretaría General del SENA obtuvo el reconocimiento del Departamento Administrativo de la Función Pública para ser inscrito en el Banco de Éxitos de la Administración Pública, en el marco del Premio Nacional Alta Gerencia.[13] Además del reconocimiento público al SENA por su capacidad para generar proyectos innovadores y con gran valor agregado en términos de competitividad para el sector público, este proyecto será replicado en el resto de entidades estatales.[14] A partir del 25 de noviembre de 2004, esta entidad creó un espacio llamado Mesa Sectorial de Archivos y Bibliotecas[15] teniendo a cargo la Función de gestionar la aprobación de Normas de Competencia Laboral y orientar o evaluar las propuestas por gremios, asociaciones, sectores o cadenas productivas u otras entidades, para ser aprobadas como Normas de Competencia Laboral Colombianas.[16]
- Archivo Distrital de Bogotá. Ente rector de la política archivística del Distrito Capital.

Entre las agrupaciones gremiales y profesionales más reconocidas en el área de la archivística y la bibliotecología se encuentran:
- Colegio Colombiano de Archivistas - CCA
- Sociedad Colombiana de Archivistas
- Asociación de Egresados de Bibliotecología y Archivística de la Universidad de la Salle - ASEBIAR
- Asociación de Bibliotecólogos Javerianos (ABJ)
- CISA (en constitución).
- Archivo Histórico Javeriano Juan Manuel Pacheco S. J.

### Desarrollo del PGD o programa de gestión documental
Mediante la ley 594 del 2000 de la “ley general de archivos”, se estipuló la obligatoriedad de las entidades tanto públicas como privadas que a la vez cumplen funciones públicas, el elaborar programas de gestión documental y que tanto los principios y procesos archivísticos deben aplicarse cualquiera sea la tecnología y el soporte de la información así mismo dentro la norma la gestión de documentos es enmarcada dentro del concepto de archivo total comprendiendo los procesos tales como la producción, recepción, distribución, consulta, organización, recuperación y disposición final de los documentos, también se refiere a la obligación de la elaboración y adopción de tablas de retención documental, la tabla es un instrumento que identifica a cada identidad de acuerdo con sus funciones y procedimientos, así mismo los documentos que produce, recibe la entidad deben conservarse con sujeción al principio de eficiencia y racionalidad.
El estado toma la medida de esta estipular la obligatoriedad de estos programas de gestión documental en las instituciones debido a la carencia de tratamientos archivísticos que se vieron reflejados en los grandes números de fondos acumulados en el país de allí que la gestión se va a encaminar hacia las actividades administrativas y técnicas tendientes a la planificación, manejo y la organización de la documentación desde su origen hasta su destino final para facilitar su utilización y conservación para tal propósito la ley 1409 del ejercicio profesional de archivista artículo 2 «campos de acción» establece que el ejercicio de la archivística comprende a) la aplicación de los principios universales de procedencia y de orden natural en la organización tanto de archivos públicos como archivos privados, bajo el concepto de archivo total que a la vez comprende procesos como la producción, recepción, distribución, consulta, organización, recuperación y la disposición final de los documentos b) clasificación, descripción, selección, valoración, diagnóstico, conservación y custodia de los documentos y en general todas las actividades que propenden el desarrollo de la gestión documental. c) la planeación, diseño, coordinación, control, administración, evaluación y gerencia técnica de los procesos archivísticos en sus distintos soportes. De allí que los procesos de la gestión documental en la entidad serán desarrollados por el archivista. Al momento de la elaboración de los programas de gestión documental se deben tener ciertas consideraciones como administrativas, económicas y archivísticas, se debe también contemplar la identificación de problemas, oportunidades junto con el análisis y determinación de los requerimientos y planes de contingencia el cual debe responder a un plan de corto, mediano y largo plazo mediante las políticas generales y de gestión tomadas por el comité de archivo
Para comenzar a aplicar los programas de gestión de calidad es necesario que se hayan implementado manuales de procesos y procedimientos con compilación de formas y formatos regulados, manual de funciones y tablas de retención documental la cual nos permite institucionalizar el ciclo de vida de los documentos en los archivos de gestión, central e histórico, deberá ser entonces elaborada bajo los siguientes parámetros: 1) investigación preliminar sobre la institución y fuentes documentales 2)análisis e interpretación de la información recolectada 3) elaboración y presentación de la tabla de retención documental para su aprobación al comité de archivo 4) aplicación 5) seguimiento y actualización de la tabla de retención documental.

### Tarjeta profesional de archivista
La Ley 1409 de 2010, decretada por el Congreso de Colombia, expone en el título IV «De las funciones del Colegio Colombiano de Archivistas», que es esta institución la encarga de expedir la tarjeta profesional para los archivistas colombianos, que hayan cumplido con los requerimientos que allí se muestran.
De igual manera en una circular del Ministerio de Educación, en la cual se habla sobre la tarjeta profesional, se exponen cuales son los requisitos para poder adquirir estas. «Solo podrán obtener la Tarjeta Profesional de archivista, ejercer la profesión y usar el respectivo título dentro del territorio colombiano quienes:
- Hayan obtenido el Título Profesional de Archivística en el correspondiente nivel de formación otorgado por universidades, o Instituciones de Educación Superior, legalmente reconocidas, conforme a lo establecido en el artículo 3o de la presente ley;
- Hayan obtenido el Título Profesional de Archivística, en el correspondiente nivel de formación otorgado por universidades e Instituciones de Educación Superior que funciones en países con los cuales Colombia haya celebrado tratados o convenios sobre reciprocidad de títulos;
- Hayan obtenido el Título Profesional de Archivística, en el correspondiente nivel de formación otorgado por universidades o Instituciones de Educación Superior que funcionen en países con los cuales Colombia no haya celebrado tratados o convenios sobre reciprocidad de títulos; siempre y cuando hayan obtenido la homologacion o convalidacion del título académico ante las autoridades competentes, conforme con las normas vigentes sobre la materia».[18]

### Norma Internacional General de Descripción Archivística y su aplicación en Colombia
¿Qué es la descripción archivística?
“Descripción Archivística: elaboración de una representación exacta de la unidad de descripción y, en su caso, de las partes que la componen mediante la recopilación, análisis, organización y registro de la información que sirve, para identificar, gestionar, localizar y explicar, los documentos de archivo, así como su contexto y el sistema que los ha producido. El término sirve también para describir los resultados de este proceso (Archival description)”
Según el Acuerdo 027 de 2006 del Archivo General de la Nación, cuya finalidad fue actualizar el artículo 67 del Reglamento General de Archivos en lo correspondiente al uso del glosario, la descripción documental es una fase del proceso de organización documental que consiste en el análisis de los documentos de archivo y de sus agrupaciones, y cuyo resultado son los instrumentos de descripción y consulta. Estos instrumentos de descripción o descriptores, según el mismo Acuerdo, son términos normalizados que definen el contenido de un documento y se utilizan como elementos de entrada para la búsqueda sistemática de la información.
La norma internacional general de descripción archivística o mejor conocida como ISAD-G, constituye una herramienta de gran potencial e importancia por las implicaciones que puede alcanzar en la elaboración de descripciones archivísticas, aplicada tanto en archivos nacionales como internaciones. Del origen de la norma Antonia Heredia Herrera nos menciona brevemente que su elaboración inició en 1989 y un informe final fue entregado en 1994, donde dada la disparidad de modelos, la multiplicación de instrumentos de descripción, la arbitrariedad de sus denominaciones y las distintas metodologías empleadas para la descripción archivística en Europa, hicieron pensar en una única norma internacional que regulara la descripción en múltiples niveles archivísticos. Entre 1994 y 1999 fue un periodo de experimentación y retroalimentación de la norma que finalmente se avaló en el Congreso Internacional de Archivos del año 2000 en Sevilla y es tal cual la norma como la conocemos ahora 16 años después de su publicación.
Entendiendo el proceso de descripción archivística como la representación precisa de una unidad de descripción y de las partes que la componen, que sirva para identificar, gestionar y localizar la documentación y explicar su contenido y contexto de su producción, la norma ISAD-G cumple el propósito. Si bien debería existir una normalización única –a pesar de los manuales de archivística-, no solo para la descripción, sino para todos los procedimientos inherentes a la archivística, se hace menester unificar criterios para la consulta de documentación en distintos archivos del mundo.
Entre las ventajas de la norma, es que la ISAD-G establece otros niveles y otros instrumentos para la descripción documental, dejando atrás la singularidad de la descripción de piezas documentales y el uso del catálogo. Con la normatividad, la descripción archivística se estandariza como un proceso multinivel, aplicable a fondos, secciones, series y sub-series; además de consignar la descripción en instrumentos tales como guías e inventarios.
De acuerdo a Heredia, la formulación de la Norma ha exigido establecer el marco teórico para la descripción archivística, fijando sus objetivos, el objeto y su aplicación. Los principales objetivos de la norma son: regular internacionalmente la descripción, conseguir la consistencia de las descripciones, compartir el control de autoridades, y posibilitar la integración de descripciones de diferentes archivos en sistemas unificados de información.
Cada descripción debe contar con un conjunto ordenado de elementos de descripción, que permitan precisamente su principal objetivo: caracterizar, representar y facilitar el acceso a la documentación. Para ello la Norma establece seis áreas de información, que la componen 26 elementos de descripción que son precisos llenar para obtener mejor descripciones; aunque la norma contempla como “obligatorios” los campos de las áreas de identificación y contexto .
Como cualquier estándar, éste es susceptible de críticas, y por ejemplo Heredia critica algunas “áreas” y campos, que a su parecer son ambiguas o equivocadas, tales como el área de identidad que la autora sugiere sea llamada de “identificación”, y el campo de “título”, categoría utilizada en bibliotecología que para el caso de la Archivística debería ser “nombre”. La normativa colombiana define la descripción documental como la tercera fase del proceso de organización documental que consiste en el análisis de los documentos de archivo, y sus agrupaciones, y cuyo resultado son los instrumentos de descripción y consulta (Archivo General de la Nación 2006). Según el Acuerdo 05 de 2013, es obligación de las entidades del Estado la descripción documental así como la elaboración de instrumentos de descripción[1] que permitan conocer y controlar las unidades documentales, como apoyar y estimular la difusión de la información y consulta por el ciudadano así como la investigación a partir de las fuentes primarias.
Debe considerarse la descripción como un elemento primordial en el proceso archivístico, en este sentido, la descripción documental no puede quedar solamente como proceso para la documentación de conservación permanente, si bien es menester hacerlo, los archivos administrativos también deben ser sometidos a descripción, en un marco general para todo el ciclo vital de los documentos.
Para el caso colombiano, el Archivo General de la Nación es el que en mayor medida ha adelantado el proceso de descripción. Sin embargo, la tarea sigue pendiente, en cuanto gran parte de los fondos que conserva el archivo se encuentran con una descripción de mayor nivel, muchos sin descripción aún en niveles de series, sub-series y unidades documentales. Más aún, los documentos administrativos es el monumental reto, donde si bien la norma existe, las entidades públicas poco presupuesto asignan a las tareas inherentes a la organización de archivos y las tareas propias del flujo documental. Las labores de descripción que se adelanten, deben implementarse acorde a la reflexión de Michel Duchein, sobre lo importante de realizar una buena descripción documental; pues no haciendo un buen ejercicio, no se cumpliría la principal función del proceso, la consulta:
“Sin una descripción adecuada, los archivos son como una ciudad desconocida sin plano, como el cofre de un tesoro sin llave, aún peor: lo mismo que un viajero con un mapa inexacto corre el riesgo de extraviarse, así un instrumento de descripción erróneo o imperfecto puede engañar gravemente al investigador, sea por falsa interpretación de otros datos, sea por falta de informaciones referentes al origen y a la historia de los documentos”
La normalización no es sólo cuestión de descripción archivística, sino de todas las funciones archivísticas. Debe considerarse, con anterioridad según el orden del proceso de organización, una regulación del cómo clasificar y ordenar la documentación. En este sentido se debe urgir una propuesta que, como la norma ISAD-G que reafirma la teoría acerca de la descripción archivística, no inventando otra, en cambio sí apuntando en la dirección de condensar, facilitar y acortar el camino entre la información de los documentos y los usuarios, se debería implementar de manera similar un estándar en todo el proceso de organización documental acorde a la teoría archivística.
El texto titulado norma internacional general sobre descripción archivística, expone detalladamente el procedimiento o proceso de descripción a partir de normas surgidas de una necesidad de los archivos para controlar y conocer la información poseída, pero principalmente permitir la facilidad de acceso a la información y a su vez como un requerimiento para la calidad administrativa de las entidades. La norma aborda muchos ámbitos pues va desde lo general hasta lo específico, por ejemplo identifica y explica el contexto, como medio para comprender los orígenes de los documentos, esta información acerca del origen, permitirá hacer valoraciones históricas sobre la pertinencia de la conservación total de muchos documentos, otra labor importante que permite la descripción es que el contenido de los archivos sea comprensible ya sea al ciudadano o a la entidad que los requiera. Un punto importante es que la aplicación de la norma de descripción depende de trabajos previos del mismo nivel de importancia, como la identificación la, clasificación y la acotación del fondo.
```
La descripción surge como una necesidad de acciones archivísticas que buscan en la cooperación romper el aislamiento tradicional de los archivos frente a la sociedad y el taifismo de archivos y de archiveros. La falta de conocimiento sobre el contenido de los archivos, generó un desconocimiento de la sociedad hacia estos. La descripción permite que el archivo pueda hacer accesible la información al ciudadano dependiendo de su interés personal, o social. La accesibilidad de información la hace posible la descripción archivística a través de los instrumentos de descripción.
```

Resulta por lo tanto inexplicable que hasta la publicación de el texto oficial haya existido un desconocimiento generalizado y un desinterés por la descripción y aun cuando se generó la norma esto siguió siendo evidente, sin embargo también es verdad que al hacer la lectura esta tiende a ser un poco confusa, lo cual hace que sea difícil su aplicación tal y como lo plantea, esto se debe a que la norma es producto de un interés surgido inicialmente en España, uno de los países con mayor avance desde mi perspectiva en el tema archivístico en toda su especificad, por ejemplo desde manejo y difusión de la información archivística, o descripción hasta la concientización social e institucional de la importancia de la información, por lo tanto aplicar esta norma que si bien fue creada para la generalidad de archivos como tal, resulta difícil su puesta en marcha para países que no toman como relevante el manejo de los archivos, como es el caso de Colombia, por lo tanto lo más pertinente sería crear una norma que surja de esta norma general de descripción de archivos y que pueda aplicarse de acuerdo a los avances de la organización de estos.
Siguiendo con nuestro análisis según la lectura de Antonia Heredia la descripción constará de un conjunto ordenado de elementos de descripción que permitan caracterizar y representar aquello que describimos. Cada elemento de descripción es un punto de acceso.
Otro punto de crítica de la norma y que lo trabaja la autora son las denominaciones de las áreas, como es el caso de «área de contexto», argumenta que son ambiguas y otras equívocas como el caso del «área de identidad» la cual tendría que ser de «identificación», es decir la esencia de los documentos de archivo no es otra que la vinculación a su origen, que de ninguna manera podrá materializarse a partir de un simple «título», que, como tal, puede ser hasta arbitrario, el denominado «título», es un término más bibliográfico que archivístico, sería más adecuado el término nombre que es trasunto de su procedencia, que es la que marca la identificación de los documentos de archivo.
De igual manera de desconocen algunos elementos importantes para la investigación cultural, histórica y de diversas disciplinas de ciencias humanas, como la tradición documental y la escritura como mencione anteriormente existe una necesidad de elaborar un manual de aplicación por países con todos los ejemplos suficientes, pues la norma tiende a ser confusa para su aplicación.
El problema de la norma para algunos países es que quizá los obligue a replantearse conceptos tan fundamentales como los de fondo y a rectificar la metodología de la descripción, desde los que difícilmente la norma es aplicable sin que sea por deficiencia de la norma, el problema es específico dependiendo de la forma en que se apliquen y avancen las aplicaciones de las normas de archivo.
La descripción archivística se refiere en su término más amplio a cada uno de los elementos de información que se describe a partir del momento en el que se han seleccionado para su conservación y las posteriores etapas, esto permite que en la documentación garantizar la elaboración de descriptores coherentes, facilitar la recuperación y el intercambio de información sobre los documentos de archivo, haciendo y aplicando la integración de las descripciones procedentes de distintos lugares del sistema unificado de información.
La descripción multinivel implica que si se va a describir el fondo como un todo debería representarse en una sola descripción, usando los elementos adecuados de descripción. Si fuera necesario describir las partes, éstas pueden describirse, también, separadamente usando los elementos necesarios. La suma total de todas las descripciones así obtenidas, estructuradas jerárquicamente, representa el fondo y aquellas partes que fueron descritas.
El principio de la descripción archivística procede de lo general a lo particular, es decir el principio de procedencia al ser una consecuencia de esta. A lo largo de la descripción se deben tener en cuenta toda una serie de conceptos sobre todo el de gestión documental y todos y cada uno de los procesos que integra, la descripción toma la información general de cada uno de estos procesos y los incorpora dentro de sus formatos, se deberá tener el conocimiento necesario sobre acuerdos y normas en donde se toquen los conceptos archivísticos y su aplicabilidad, por ejemplo los elementos de descripción van desde el área de identificación, título, fecha, área del Contexto, en donde se consignan datos sobre la entidad, su historia, pasando por la recepción e ingreso de los documentos donde se registra el origen y fecha de la unidad en descripción, se le asignan números o códigos.
Por otro lado el área de identificación Información es esencial para identificar a la unidad de descripción el área de contenido y estructura, en esta categoría pertenecen la información sobre el tema principal de los documentos, la organización de la unidad de descripción, el alcance y contenido y la valoración, selección y eliminación.
En cuanto a las condiciones de acceso y uso, se requiere la información acerca de la disponibilidad de la unidad de descripción, sobre las condiciones de acceso, condiciones de reproducción Lengua/escritura de los documentos, las características físicas y requisitos técnicos Instrumentos de descripción.
En el ítem de documentación asociada se consigna la información acerca de los materiales que tengan una relación importante con la unidad de descripción, la existencia y localización de los documentos originales y la existencia y localización de copias junto a las unidades de descripción relacionadas.
El área de control de descripción, es el espacio donde se controla la información sobre cómo, cuándo y por quién se ha preparado la descripción archivística.
Algunos elementos a incluir en una descripción
Cantidad y calidad
El número de elementos que debe incluir una descripción archivística dependerá de la naturaleza de la unidad de descripción. En cualquier descripción pueden utilizarse todos los elementos contemplados en estas reglas generales, aunque solo una parte de ellos debe necesariamente utilizarse en todos los casos.
Intercambio de información
Las posibilidades para el intercambio internacional de información descriptiva están contempladas en la norma, ya que de los elementos disponibles, solo pocos son considerados esenciales para dicho intercambio.
Los puntos de acceso se basan en los elementos de descripción. A fin de asegurar el valor de los puntos se lleva a cabo un control de autoridades para el cual se ha desarrollado la norma ISAAR (CPF). Esta norma permite contar no solo con la forma normalizada del nombre del productor, sino también con la completa descripción de los atributos de dicho productor.
Código de referencia
Su objetivo es identificar de un modo único la unidad de descripción y establecer el vínculo con la descripción que la representa. Es importante consignar, en la medida que sea necesario para su identificación única, elementos como el código del país según la última versión de la ISO 3166, códigos para la representación de los nombres de los países; el código del Archivo según la norma nacional de códigos de archivos u otro identificador único de su ubicación; el código de referencia local específico, el número de control u otro identificador único.
La norma a su vez dice que es labor del AGN Consignar, en la medida que sea necesario para su identificación única, detalles como el código del país según la última versión códigos para la representación de los nombres de los países; el código del estado, según norma INEGI; el código de la delegación o municipio según norma INEGI y el acrónimo del archivo.
Los anteriores aspectos solo son un esbozo de la un gran número de reglas que se deben aplicar en la descripción, el carácter complejo de la descripción es un punto en contra para su aplicación a nivel general, sin embargo es importante comprender la importancia de su aplicación, seria un paso importantísimo para establecer relaciones entre el archivo y la sociedad, entre el archivo y la investigación, entre el archivo y la historia, los archivos no son nada si no se aplican los mecanismos de descripción serían archivos inútiles que no aportan nada institucionalmente, debemos entender el archivo como un mecanismo de control, los archivos son el reflejo del nivel de confianza que por ejemplo pueda tener una entidad pública, son sinónimo de anticorrupción, su posibilidad de acceso rápido a través de la descripción acompañados con campañas de concientización y difusión social sobre la información que reposa en los archivos y a la que pueden acceder, harán de los archivos el principal centro información, investigación, control social. Todo esto lo hace posible la descripción, esta permite el acceso a lo que se quiere sin pérdida de tiempo. La aplicación de la norma es difícil en un país como Colombia en donde existen enormes atrasos en el tema archivístico, tan solo en los últimos años a través de la ley 594 se empezó a aplicar una serie de medidas para iniciar un proceso de concientización en todas las entidades públicas sobre la importancia de la gestión documental dentro del funcionamiento de cualquier entidad. En los últimos años también salieron una serie de acuerdos concernientes al tema archivístico. Bajo este panorama lo planteado por La norma analizada en este texto es poco aplicable pues requiere pasos iniciales como lo son la organización, clasificación entre otros que aún no se cumplen, sin embargo el espíritu de la norma puede servir de guía para aplicar una propia de acuerdo a dichas particularidades.
En un afán de la Comunidad Europea por acciones archivísticas conjuntas, que buscasen la cooperación regional entre los distintos países y rompieran el aislamiento tradicional de archivos y archivistas frente a la sociedad, el Consejo de Europa y los ministros de cultura de los países integrantes convocaron, según Antonia Heredia Herrera (1998: 31), el 14 de noviembre de 1991, a un grupo de expertos vinculados al Instituto Universitario Europeo de Florencia, custodio del archivo de la Comunidad. El informe resultante de esta convocatoria fue publicado en 1994, dando especial relevancia a las problemáticas tocantes a la descripción: disparidad de modelos, multiplicación de instrumentos de descripción, arbitrariedad de denominaciones, diversidad de metodología y ausencia de normatividad internacional (Heredia: 31). Una primera solución a esta dificultad fue presentada a finales del mismo año (1994), en inglés y en francés, y en 1995 se conoció su traducción en español: se trata de la primera norma internacional para la descripción archivística, que con una serie de revisiones y modificaciones desde 1994 hasta el 2000, se ha venido conociendo en el argot archivístico como la ISAD(G), siglas en inglés de General International Standard Archival Description. Esta norma internacional definió la descripción archivística como la elaboración de una representación exacta de la unidad de descripción y, en su caso, de las partes que la componen mediante la recopilación, análisis, organización y registro de la información que sirve para identificar, gestionar, localizar y explicar los documentos de archivo, así como su contexto y el sistema que los ha producido. El término sirve también para describir los resultados de este proceso (CIA, 2000: 16).
En Colombia, según Carlos Álvaro Gamboa (2008), los debates en torno a la descripción se han venido dando desde la promulgación de la Ley 80 de 1989, pero sin duda alguna, es con la aparición de la ISAD(G) que la discusión ha tenido una mayor relevancia. Los archivistas de Colombia, como bien reza la Norma en el punto I.1 de su Introducción, han asumido la necesidad de una guía general para la elaboración de descripciones archivísticas sin apartarse de las normas y la realidad archivística existentes en el país. De este modo, el proceso de adaptación de la ISAD(G) en Colombia, se ha venido dando gradualmente, pasando por la creación de una ficha de descripción documental en 1994, que mezclaba elementos de descripción procedentes del primer borrador de Norma difundido por el CIA, con elementos de una ficha de descripción anterior elaborada por el Archivo General de la Nación (Gamboa: 3). En 1995 se realizó en Cartagena el III Seminario Internacional sobre Descripción Archivística, donde se problematizó la aplicación de los conceptos fechas de creación y fechas de acumulación; la necesidad de incluir puntos de acceso onomásticos, toponímicos y temáticos; la mayor precisión en el elemento características físicas, sugiriendo agregar estado de conservación; y el establecimiento de niveles de descripción en coherencia con las características de los archivos iberoamericanos (Gamboa: 4).
Algunas de estas consideraciones fueron resueltas, para el caso colombiano, en abril de 1997, con la publicación de la NTC 4095 (Norma General para la Descripción Archivística) en la que se conservaron seis áreas de la ISAD(G), agregando algunos subelementos al Área de Identificación y al Área de Contenido.
No obstante, los alcances de la NTC 4095, y por ende de la ISAD(G), en este primer comienzo, fueron muy limitados. Además de una incontrolable proliferación de bases de datos, de una diversidad de formatos, del poco control sobre los datos, del predominio de los ingenieros de sistemas en la determinación de los campos y subcampos, la NTC 4095 centró su aplicación, al igual como lo denunció Antonia Heredia para la ISAD(G) en su respectivo momento (Heredia: 38), en los fondos históricos, en el soporte papel y en la elaboración de índices (Gamboa: 4). Esto en últimas, a ojos de Gamboa, recogía un problema mayor, a saber, determinar cuáles elementos de la Norma podían aplicarse al Archivo de Gestión, cuáles al Archivo Central y cuáles al Archivo Histórico. Contrariando a los que creían que la descripción era un recurso exclusivo de los archivos históricos, la solución de los archivistas colombianos fue entender el concepto instrumento de descripción dentro de los marcos teóricos de archivo total o ciclo vital de la documentación, para comprender que en cualquier fase del ciclo documental el fin de la descripción es establecer un control físico, administrativo e intelectual de los documentos, que permita su adecuada localización y recuperación (Gamboa: 4). De esta manera, la División de Clasificación y Descripción del Archivo General de la Nación, sin salirse de los lineamientos y alcances de la ISAD(G), diseñaron unos instrumentos de control muy particulares, que no establecen rupturas en el ciclo vital de la documentación sino que por el contrario permiten una mejor comprensión del concepto archivo total: se trata de las Tablas de Retención Documental (TRD), las Tablas de Valoración Documental (TVD) y el Formato Único de Inventario Documental (FUID). Estos recursos, si bien no hacen alusión a todos y cada uno de los elementos de la ISAD(G), constituyen, como bien lo expresa Carlos Álvaro Gamboa, el mínimo común múltiplo de la descripción de nuestro país, dónde están incorporados claramente los principios de procedencia y de orden natural, la producción documental de las instituciones, sus valores primarios y secundarios, útiles para evidenciar la vida y obra de cualquier entidad (Gamboa: 5).
- Sistema De Gestor De Contenidos CMS (Content Management System, por sus siglas en inglés)Es un programa que permite crear a sus usuarios una estructura de soporte útil para la administración y creación de contenidos, principalmente páginas web, por parte de editores, participantes y demás usuarios. La disciplina archivista ha estado acompañada de los nuevos soportes electrónicos para la información, y han sido fundamentales los programas de gestión de contenidos. Ver https://web.archive.org/web/20161027000023/http://www.archivistica.net/softwareopen.htm

## Gestión de la información
Gestión de la información (GI) es la denominación convencional de un conjunto de procesos por los cuales se controla el ciclo de vida de la información, desde su obtención (por creación o captura), hasta su disposición final (su archivo o eliminación). Tales procesos también comprenden la extracción, combinación, depuración y distribución de la información a los interesados. El objetivo de la gestión de la información es garantizar la integridad, disponibilidad y confidencialidad de la información.

## Agremiaciones de Archivistas

### Sociedad Colombiana de Archivistas (SNA)

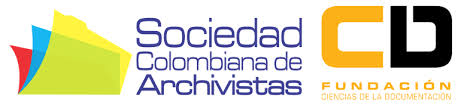
Logo Sociedad Colombiana de Archivistas.

La Sociedad Colombiana de Archivistas es la entidad sin ánimo de lucro que enfoca todos sus esfuerzos en el fortalecimiento del gremio de Archivistas Colombianos, el desarrollo de programas de capacitación y actualización y la asesoría consultaría e interventoría en Gestión Documental. Su misión es agrupar, promover y mejorar las condiciones de los archivos y los archivistas profesionales, administradores documentales y profesionales de la información, vinculados al ejercicio de la archivística dentro del territorio nacional. Acatando siempre la Ley General de Archivos 594 de 2000 presentada por el AGN mediante el Acuerdo 007 de 2014. Ley 80 de 1989 por la cual se crea el Archivo General de la Nación.

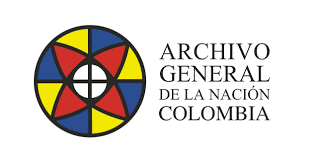
Ley general 594 de 2000: Acuerdo por el cual la Sociedad Colombiana de Archivistas traza sus objetivos y su misión.

Busca, no obstante, el mejoramiento continuo de las condiciones académicas y profesionales de los archivistas y, asimismo, promoverá la generación de espacios para la discusión de la problemática archivística nacional, para así asegurar el permanente progreso de sus miembros, los archivos, la sociedad y el Estado.
La Sociedad Colombiana de Archivistas, SCA como gremio se basa en la idea global de mejoramiento continuo del talento humano de sus asociados, la gestión eficiente de los procesos
de gestión documental, el uso de alta tecnología, innovación y creación de conocimiento, con preocupación permanente por fomentar la capacitación y el desarrollo profesional, promover los lazos de cooperación con entidades nacionales e internacionales afines y el reconocimiento de la profesión. Es una entidad sin ánimo de lucro, orientada al desarrollo de los archivos y de la profesión archivística con servicios y productos de alta calidad para satisfacer las necesidades y expectativas de los diferentes archivos y su administración, garantizando para cada uno de ellos la generación de valor, para sus colaboradores y quienes se sirven de ellos. Vela por el cumplimiento de la legislación archivística, promoviendo, simultáneamente, la promulgación de leyes que protejan el ejercicio profesional del archivística; el accionar de las entidades privadas y del Estado a través de la organización idónea de los documentos de archivo y la preservación, conservación y difusión del patrimonio documental.
Como afirma la Circular conjunta 001-procedimiento para el nombramiento de los Archivistas ante los Consejos Departamentales y Distritales de Archivo, según lo estipulado en el Decreto 2578 de 2012:
«La Sociedad Colombiana de Archivistas. 2. El designado será nombrado para Un período de dos (2) años, prorrogable por Un período igual de tiempo. 3. La participación de los delegados ante los Consejos no generará ningún tipo de contraprestación, con las agremiaciones. 4. Las actuaciones y decisiones que realice y tome el archivista designado ante los consejos, deben estar dentro del marco legal dado por el artículo 8 del decreto 2578 de 2012. 5. Es obligación de los delegados asistir a las sesiones de los Consejo Departamentales o Distritales de Archivo, la cual no podrá ser delegada». 
Otro tipo de normas que validan la acción de la Sociedad Colombiana de Archivistas son: 
- Resolución 003 DE 2015 “Por la cual se aprueba la solicitud de afiliación de nuevos socios”
- Resolución 004 de 2015
- Circular sca 002 de 2015
- Concepto procuraduría c. 5896